# Halldór Laxness
Halldór Guðjónsson vagy írói nevén Halldór Kiljan Laxness (Reykjavík, 1902. április 23. – Reykjavík, 1998. február 8.) Nobel-díjas izlandi író, költő, esszéista. A modern izlandi regényirodalom újító egyénisége, legjelentősebb, világszerte elismert alakja. Népszerűségét társadalmi érzékenységgel megírt, az izlandi sagairodalom epikus szövegszerkesztési hagyományaira épülő, expresszionista regényeinek köszönheti, de újszerű szemléletű esszéivel is elismerést vívott ki magának.

## Neve
Eredeti polgári neve az izlandi névadási hagyományoknak megfelelő Halldór Guðjónsson (’Guðjón fia Halldór’) volt. Mindössze tizenöt évesen, 1917-ben választotta írói nevéül a családja lakhelyéül szolgáló Laxnest, s ezt követően Halldór frá Laxnesi (’Halldór Laxnesből’) nevet használta. Katolikus hitre térésekor, 1923-ban vette fel a keresztségben az ír vértanú, Szent Kilián után a Kiljan nevet, s egyben írói nevén is igazított; ettől az évtől az 1960-as évek elejéig Halldór Kiljan Laxness néven publikált és vált ismertté. 1927–1929-es észak-amerikai tartózkodása idején átmenetileg a Hall d’Or művésznevet használta. Ábécérendben a H betűnél kell szerepeltetni.

## Életútja
Több nemzedékre visszamenő, kiterjedt parasztcsalád sarja volt. Apja már kétkezi munkásként kereste kenyerét, előbb útépítő vállalatoknál dolgozott, majd művezető lett. 1905-ben egy kisebb birtokot vásárolt a Reykjavíkhoz közel fekvő Laxnes mellett, ezután a család itt élt és gazdálkodott. A leendő író magánúton végezte tanulmányait, kultúraszerető családja hatására gyermekkora a könyvekkel való ismerkedéssel telt. Már kisgyermekkorában írt kisebb történeteket, verseket, emellett ügyesen rajzolt és zenélni is tanult. Tizenhárom éves kora után, 1915–1916-ban a reykjavíki ipariskola növendéke volt, 1916 és 1919 között pedig a főváros egyik gimnáziumát végezte el.
Első írását tizennégy éves korában közölte le a Morgunblaðið című napilap, tizenhét évesen, 1919-ben pedig megjelentette első regényét (Barn náttúrunnar, ’A természet gyermeke’). Ezután több éven át külföldön tartózkodott, mert úgy vélte, hogy földrajzilag és kulturálisan is elszigetelt hazája helyett Európában előbb érhet el irodalmi sikereket. Előbb Skandináviába hajózott, de 1920-ban, majd 1921-ben is haza-hazatért, hogy néhány hónapig kisegítő tanárként oktasson. 1921-től ismét Skandináviában, majd Németországban és Ausztriában élt. 1922-ben az Amerikai Egyesült Államokba utazott, de a bevándorlási hivatal nem engedte be az országba. Visszatért tehát Európába, és 1922 decemberétől Luxemburgban, a bencések clervaux-i kolostorában élt. 1923-ban katolikus hitre tért, és maga is a rend novíciusa lett. Az apátságban idejét önvizsgálattal, olvasással, a latin és a francia nyelv, valamint a filozófia és teológia tanulmányozásával töltötte. E négy év során is gyakran utazott, főként Izlandra látogatott haza, de járt Szicíliában is. 1926 elején a szerzetesi életben csalódva elhagyta a clervaux-i közösséget, majd 1927-től 1929-ig Kanadában és Hollywoodban próbált szerencsét forgatókönyvíróként. A nagy gazdasági világválság és következményei azonban nem tették lehetővé érvényesülését, ugyanakkor amerikai tartózkodása során került közel a munkásmozgalomhoz, itt ismerkedett meg mélyebben a marxizmussal.
Ezt követően végleg hazatért, a Rauðir pennar (’Vörös Tollak’) és a Réttur (’Jog’) című baloldali folyóiratok, valamint a szociáldemokrata napilap, az Alpýðublaðið szerkesztőségi munkatársa lett. 1933 és 1962 között szocialista érzelmű politikusként szerepet vállalt hazája politikai életében, 1938-ban tevékenyen részt vett a szociáldemokratákat és a kommunistákat összefogó Nemzeti Egységpárt (Sameiningarflokkur alþýðu) létrehozásában. Többször meglátogatta a szocialista blokk országait, a Szovjetuniót 1933-ban és 1938-ban is felkereste; ez utóbbi útjának élményei örökítette meg Gerska æfintýrið (’Orosz kaland’) című úti regényében (1938). 1962-ben Magyarországon is járt. Az úton levés egészen időskoráig meghatározó életformája volt: az év egy meghatározott részét alkotómunkával Reykjavík melletti, mosfellsbæri házában töltötte, majd külföldre utazott; élete során beutazta az egész világot.

## Munkássága
A modern izlandi szépirodalom emblematikus alakja, az egyetlen izlandi szerző, akinek műveit negyven nyelvre lefordították. Írásművészete az expresszionista és az August Strindberg nyomdokain járó szürrealista stíluseszmény hatása alatt fogant, de a klasszikus izlandi sagairodalom epikus stílusa is nyomot hagyott munkásságán. Erőteljes társadalomkritikai élű, gyakran történelmi kulisszák elé helyezett történeteinek témaválasztását szocialista és katolikus világnézete határozta meg.
Kamaszkori irodalmi zsengéi csekély irodalmi értékkel bírtak. Neve egy csapásra 1927-ben lett ismert hazájában, amikor megjelent Vefarinn mikli frá Kasmír (’A nagy kasmíri takács’) című regénye. Ezt az expresszionista stílusú, saját útkereséséről szóló önéletrajzi regényét ifjú kora dacára kiérlelt eszmei mondanivaló, kiforrott szerkesztésmód jellemzi. Az ezt követő negyedszázadban születtek legjelentősebb prózai alkotásai, amelyeket költői nyelvezet, már-már eposzi, képzelet gazdag történetfűzés és plasztikus jellemábrázolás jellemez. 1931–1932-ben írta meg Salka Valka címmel egy izlandi halászfalu hagyományos, patriarchális társadalmának felbomlását. Nemzetközi sikert 1934–1935-ben írt, majd több nyelvre lefordított Sjálfstaett fólk (Független emberek) című regényével ért el, amelyben a 19–20. századforduló izlandi társadalmáról adott áttekintést egy a földjéért és a megélhetéséért küzdő zsellér sorsán keresztül. A középkori izlandi irodalom letéteményeseinek, a zsellér- és parasztköltőknek, s kiemelten Magnús Hj. Magnússonnak állított emléket harmadik nagy regényében, az 1937 és 1940 között írt Heimsljós (’Világ világossága’) című műben. A 17–18. századi dán fennhatóság elleni küzdelmet, az izlandi nép szabadságvágyát ábrázolta 1943 és 1946 között elkészült Íslandsklukkan (Izlandi pör) című regényében. Ez utóbbi regényét utóbb színpadra is átírta Snæfríður íslandssól címen. E jelentős prózaírói korszakának lezárásaként 1952-ben jelentette meg Gerpla (’Hősökről szólván’) című regényét, amelyben keserűséggel telve reflektált a második világháború és a hidegháború valóságára. Nosztalgikus elvágyódással idézte meg az izlandi hőskorszak szkaldjait és vikingjeit, hogy e szürrealista világütköztetéssel tegye tudatosabbá a jelenkor embertelenségét.
Későbbi prózáiban a gyermekkor élményvilágához, a világra eszmélés motívumához nyúlt vissza keresetlen egyszerűséggel, fesztelen stílussal. Az ebben az időszakban született műveiből állt össze ifjúságiregény-ciklusa (Brekkukotsanáll, 1957; Í túninu heima, 1975; Úngur ég var, 1976; Sjömeistarasagan, 1978; Grikklandsárið, 1980). Prózairodalmi alkotásain kívül jelentősek versei (Kvæðekver, 1930), művelődéstörténeti, irodalmi, politikai és filozófiai esszéi, illetve tanulmányai (Alpýðubókin, ’Népkönyv’, 1929) és színművei (Dúfnaveislan, ’Galambestély’, 1966; Strompleikurrin, ’Kéményjáték’, 1961; Prjónastofan sólin, ’A szövöde napfénye’, 1962).
1955-ben a „Salka Valka című regényéért és erőteljes, életteli epikájáért, mellyel megújította Izland elbeszélőművészetét”, irodalmi Nobel-díjat vehetett át. 1952-ben őt is kitüntették a Sztálin-békedíjjal, a Világbéketanács pedig 1953-ban neki ítélte oda a Nemzetközi Békedíjat.

## Főbb művei
Regényei
- Barn náttúrunnar. [A természet gyermeke].  1919.
- Undir Helgahnúk. [A Helgahnúk hegy lábánál].  1924.

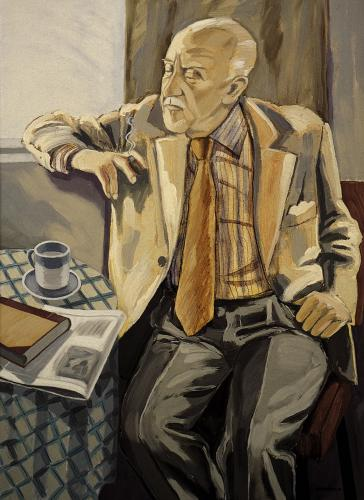
Einar Hákonarson: Halldór Laxness, 1984

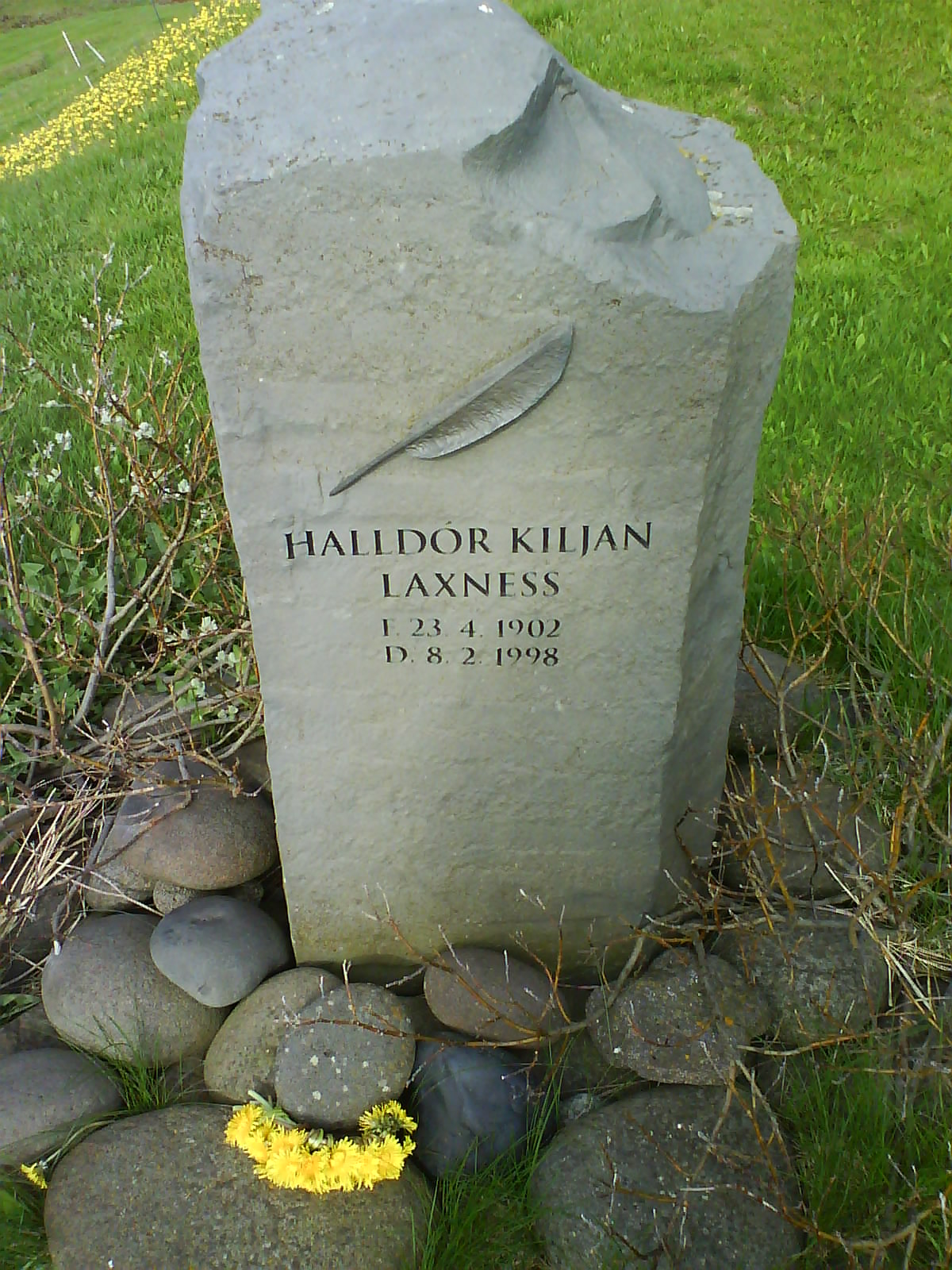
Laxness sírja a mosfellsdaluri temetőben

- Vefarinn mikli frá Kasmír. [A nagy kasmíri takács].  1927.
- Salka Valka.  1932.
- Úngfrúin góða og Húsið.  1933.  
Magyarul: A jó papkisasszony. Ford. G. Beke Margit. Budapest: Európa. 1959.
- Sjálfstætt fólk.  1935.  
Magyarul: Független emberek. Ford. Szentkuthy Miklós. Budapest: Új Magyar. 1955.
- Heimsljós. [Világ világossága].  1940.
- Íslandsklukkan.  1946.  
Magyarul: Izlandi pör. Ford. Bernáth István. Budapest: Európa. 1965.
- Atómstöðin.  1948.  
Magyarul: Északi lány. Ford. Sárközy Helga. Budapest: Táncsics. 1959.
- Gerpla. [Hősökrők szólván].  1952.
- Heiman ég fór. [Elmentem hazulról].  1952.
- Brekkukotsannáll.  1957.  
Magyarul: Az éneklő hal. Ford. G. Beke Margit. Budapest: Kossuth. 1962.
- Paradísarheimt. [A visszanyert Paradicsom].  1960.
- Kristnihald undir Jökli.  1968.  
Magyarul: Kereszténység a Gleccser aljában. Ford. Schütz J. István. Budapest: Balassi. 2004.
- Guðsgjafaþula. [Írás Isten adományairól].  1972.
- Í túninu heima. [Otthon a tanya körül].  1975.
- Úngur ég var. [Amikor fiatal voltam].  1976.
- Sjömeisterasagan. [Hét Mesterek története].  1978.
- Grikklandsárið. [Görögországi esztendők].  1980.

Versei
- Kvæðakver. [Verseskötet].  1930.

Színművei
- Straumrof. [Rövidzárlat].  1934.
- Silfurtúnglið. [A hold ezüstje].  1954.
- Strompleikurinn. [A kéményjáték].  1961.
- Prjónastofan sólin. [A szövöde napfénye].  1962.
- Dúfnaveislan. [Galambestély].  1966.

Úti beszámolói
- Í Austurvegi. [Keleti úton].  1933.
- Gerska æfintýrið. [Orosz kaland].  1938.
- Reisubókarkorn. [Kis útikönyv].  1950.

Visszaemlékezései
- Skáldatími. [A költő kora].  1963.
- Íslendíngaspjall. [Izlandiakról szólván].  1967.

Esszéi, tanulmányai
- Alpýðubókin. [Népkönyv].  1929.
- Dagleið á fjöllum. [Egynapi járás a hegyekben].  1937.
- Vettvángur dagsins. [A mai nap színhelye].  1942.
- Sjálfsagðir hlutir. [Maguktól értetődő dolgok].  1946.
- Dagur í senn. [Egy nap egy csapásra].  1955.
- Gjörníngabók. [Cselekedetek könyve].  1959.
- Upphaf mannúðarstefnu. [A humanizmus eredete].  1965.
- Vínlandspúnktar. [Vínlandi pontok].  1969.
- Yfirskygðir staðir. [Árnyékolt helyek].  1971.
- Þjóðhátíðarrolla. [Beszédek a népünnepély alkalmából].  1974.
- Seiseijú, mikil ósköp. [Nocsak, az kellene még].  1977.

## Magyarul
- Független emberek. Hősköltemény; angolból ford. Szentkuthy Miklós, versford. Weöres Sándor; Új Magyar Kiadó, Bp., 1955
- Északi lány; németből ford. Sárközy Helga, bev. Lutter Tibor; Táncsics, Bp., 1959 (Táncsics könyvtár)
- A jó papkisasszony; ford. G. Beke Margit, utószó Birkás Endre; Európa, Bp., 1959 (Modern könyvtár)
- Az éneklő hal; ford. G. Beke Margit, jegyz. Bernáth István; Kossuth, Bp., 1962
- Izlandi pör; ford. Bernáth István; Európa, Bp., 1965
- Kereszténység a Gleccser aljában; ford. Schütz J. István; Balassi, Bp., 2004